# Amphistomus inermis
Amphistomus inermis är en skalbaggsart som beskrevs av Matthews 1974. Amphistomus inermis ingår i släktet Amphistomus och familjen bladhorningar. Inga underarter finns listade i Catalogue of Life.